# Tatiana Weston-Webb
Tatiana Weston-Webb   (Porto Alegre, 9 de maig de 1996) és una surfista brasilera establerta a Kauai (Hawaii). Va ser l'única debutant al World Championship Tour de surf professional el 2015. Va competir als Jocs Olímpics d'estiu de 2020 i 2024 amb Brasil, guanyant la medalla d'argent en aquests darrers.

## Trajectòria
El seu pare, Douglas Weston-Webb, va néixer a Anglaterra i és descendent d'una família dedicada a la indústria tèxtil. Es van traslladar a l'estat estatunidenc de Florida, on ella va créixer i va aprendre a fer surf als vuit anys, i es va establir a Kauai als 20 anys. La mare de Weston-Webb, Tanira Weston-Webb (nascuda Guimarães), va practicar el bodyboard de manera professional al Brasil. La germana de Tanira, Andrea Guimarães, també era bodyboarder. Douglas i Tanira es van conèixer mentre aquesta era a Hawaii, i es van traslladar al Brasil, on va néixer la Tatiana el 1996.
Al cap de dos mesos del seu naixement al Brasil, la família es va traslladar a Hawaii. Als 8 anys, mentre veia el seu germà gran, Troy, fer surf, Tatiana va decidir provar aquest esport. El 2011, va interpretar  Bethany Hamilton, d'11 anys, a la pel·lícula Soul surfer. El 2020 es va casar amb Jessé Mendes, un surfista professional brasiler de Guarujá.
El 2015 Weston-Webb es va assegurar un lloc al World Championship Tour. Weston-Webb va acabar la seva participació als Jocs Olímpics d'estiu de 2020 a Tòquio als vuitens de final. Als Jocs Olímpics d'estiu de 2024, va arribar a la final i només va perdre l'or davant la campiona del món, Caroline Marks, per una puntuació de 0,18.